# Centro Tzó Oljá
Centro Tzó Oljá är en ort i Mexiko.   Den ligger i kommunen Chilón och delstaten Chiapas, i den sydöstra delen av landet, 800 km öster om huvudstaden Mexico City. Centro Tzó Oljá ligger 936 meter över havet och antalet invånare är 492.
Terrängen runt Centro Tzó Oljá är huvudsakligen kuperad. Centro Tzó Oljá ligger nere i en dal. Runt Centro Tzó Oljá är det ganska tätbefolkat, med 54 invånare per kvadratkilometer. Närmaste större samhälle är Yajalón, 14,2 km nordväst om Centro Tzó Oljá. I omgivningarna runt Centro Tzó Oljá växer i huvudsak städsegrön lövskog.